# Річард Дешателе
Річард Дешателе (англ. Richard Deschatelets; нар. 4 квітня 1954, Стерджон Фоллс, Онтаріо) — канадський борець вільного стилю, дворазовий срібний та бронзовий призер Панамериканських ігор, чемпіон Ігор Співдружності, триразовий бронзовий призер Кубків світу, учасник Олімпійських ігор.

## Життєпис
Боротьбою почав займатися з 1966 року. У 1973 році став бронзовим призером чемпіонату світу серед юніорів.
Виступав за борцівський клуб «Niagara Olympic». Тренер — Лондо Яковаллі.
Після завершення активних виступів на борцівському килимі перейшов на тренерську роботу. Серед його підопічних: Саїд Азарбайджані — чемпіон та дворазовий срібний призер Панамериканських чемпіонатів, учасник Олімпійських ігор, Марті Колдер — чемпіон та бронзовий призер Панамериканських чемпіонатів, бронзовий призер Панамериканських ігор, чемпіон Ігор Співдружності, дворазовий бронзовий призер Кубків світу, учасник двох Олімпійських ігор, Девід Голь — триразовий бронзовий призер Панамериканських чемпіонатів, срібний та бронзовий призер Панамериканських ігор, чемпіон Ігор Співдружності, учасник двох Олімпійських ігор.
Син Річарда Дешателе — Річард Дешателе молодший член збірної Канади з вільної боротьби. Він дворазовий володар Кубку Канади, бронзовий призер Панамериканського чемпіонату серед юніорів, учасник чемпіонату світу 2022 серед дорослих у ваговій категорії до 92 кг (20 місце).

## Спортивні результати на міжнародних змаганнях

### Виступи на Олімпіадах
| Змагання                    | Збірна | Вагова категорія          | Місце              |
| --------------------------- | ------ | ------------------------- | ------------------ |
| Літні Олімпійські ігри 1976 | Канада | вільна боротьба, до 82 кг | не вийшов із групи |

### Виступи на Чемпіонатах світу
| Змагання                        | Збірна | Вагова категорія           | Місце |
| ------------------------------- | ------ | -------------------------- | ----- |
| Чемпіонат світу з боротьби 1979 | Канада | вільна боротьба, до 90 кг  | 4     |
| Чемпіонат світу з боротьби 1982 | Канада | вільна боротьба, до 100 кг | 11    |
| Чемпіонат світу з боротьби 1983 | Канада | вільна боротьба, до 100 кг | 9     |

### Виступи на Панамериканських іграх
| Змагання                  | Збірна | Вагова категорія           | Місце  |
| ------------------------- | ------ | -------------------------- | ------ |
| Панамериканські ігри 1975 | Канада | вільна боротьба, до 82 кг  | Срібло |
| Панамериканські ігри 1979 | Канада | вільна боротьба, до 90 кг  | Бронза |
| Панамериканські ігри 1983 | Канада | вільна боротьба, до 100 кг | Срібло |

### Виступи на Кубках світу
| Змагання                    | Збірна | Вагова категорія           | Місце  |
| --------------------------- | ------ | -------------------------- | ------ |
| Кубок світу з боротьби 1975 | Канада | вільна боротьба, до 82 кг  | 4      |
| Кубок світу з боротьби 1976 | Канада | вільна боротьба, до 82 кг  | 4      |
| Кубок світу з боротьби 1977 | Канада | вільна боротьба, до 90 кг  | Бронза |
| Кубок світу з боротьби 1980 | Канада | вільна боротьба, до 90 кг  | Бронза |
| Кубок світу з боротьби 1982 | Канада | вільна боротьба, до 100 кг | Бронза |

### Виступи на інших змаганнях
| Змагання                | Збірна | Вагова категорія           | Місце  |
| ----------------------- | ------ | -------------------------- | ------ |
| Ігри Співдружності 1978 | Канада | вільна боротьба, до 82 кг  | Золото |
| Ігри Співдружності 1982 | Канада | вільна боротьба, до 100 кг | Золото |

### Виступи на змаганнях молодших вікових груп
| Змагання                                      | Збірна | Вагова категорія          | Місце  |
| --------------------------------------------- | ------ | ------------------------- | ------ |
| Чемпіонат світу з боротьби серед юніорів 1973 | Канада | вільна боротьба, до 74 кг | Бронза |